# 安部まみこ
安部 まみこ（あべ まみこ、1972年10月10日 - ）は、中京テレビ放送の経営企画局コーポレートコミュニケーション部副部長、元同局のアナウンサー、報道記者である。本名：安部 真弥子（読み同じ）。兵庫県神戸市出身。兵庫県立神戸高等学校、お茶の水女子大学理学部卒業。身長158cm。血液型A型。

## 来歴
大学卒業後、1995年に中京テレビにアナウンサーとして入社。本名は真弥子だが、「まやこ」などと正しく読まれないことが多いため、仕事上では「まみこ」と平仮名表記を用いている。
2010年6月の定期異動で報道部へ転属した旨を自身のブログで明かした。以後は報道記者および報道部の夜勤デスクを務めているが、その一方でアナウンサー時代から担当していた『週刊★コダワリタイム』などへの出演も続けていた。その後、報道部で経済班キャップを経てニュースデスクを務めている。

## 人物
子供の頃から阪神タイガースのファンである。

## 過去の担当番組
- Viva!サッカー
- 教児のおめざめワイド → おめざめワイド530 → おめざめワイド
- ぎふ・人・再発見
- 心のミュージアム
- 感動!チューボー隊が行く!!
- 中京テレビニュースプラス1 （リポーター → ナレーター）
- シネマBAR （ナレーター）
- 中京テレビNEWSリアルタイム（ナレーター → フィールドキャスター）
- あなたと中京テレビ
- 週刊★コダワリタイム（キャスター）
- news every. 中京テレビローカルパート（フィールドキャスター）